# 东平镇 (天等县)
东平镇，是中华人民共和国广西壮族自治区崇左市天等县下辖的一个乡镇级行政单位。

## 行政区划
东平乡下辖以下地区：
东平村、南务村、平贯村、安然村、那造村、利益村、三寿村和江龙村。